# Orthostase-Reaktion
Die Orthostase-Reaktion beschreibt Reaktionen in menschlichen, aber auch tierischen Organismen auf Lageänderungen. Der Name nimmt Bezug auf die Orthostase, die stehende Körperhaltung.

## Physiologie
Beim Übergang vom Liegen zum Stehen kommt es aufgrund eines Anstieges des hydrostatischen Druckes zu einer Aufdehnung der Beinvenen. Infolge kommt es zu einer Verminderung des venösen Rückstromes zum Herzen. Die Senkung der Vorlast des Herzens wird beim Gesunden durch eine Aktivierung des Sympathikus ausgeglichen. Der Abfall des Herzzeitvolumens wird auf maximal 30 % begrenzt, da es vornehmlich zu einer Vasokonstriktion im Versorgungsgebiet des Nervus splanchnicus major kommt und die Herzfrequenz um 30 % zunimmt.
Der arterielle Mitteldruck wird, obwohl es zu einem Abfall des Schlagvolumens kommt, durch eine Konstriktion der Widerstandsgefäße aufrechterhalten. Die Blutdruckamplitude verkleinert sich durch die Abnahme des Herzzeitvolumens. Der systolische Blutdruck sinkt um etwa 10 bis 15 mm Hg, während der diastolische Blutdruck um wenige mm Hg ansteigt.

## Klinische Überprüfung
Die Abnahme des Blutvolumens bei der Orthostasereaktion ist auch verantwortlich für die ADH-Sekretion bei Synkopen (Ohnmacht). Deshalb kann die Orthostasereaktion zur Überprüfung der Intaktheit des RAAS benutzt werden, da dieses direkt auf die Winkelgrade der Aufrichtung bei einer Kipptischuntersuchung reagiert.
Bei Patienten mit Hypotonie kann es im Extremfall zur orthostatischen Synkope kommen.